# Descendentes de Pedro I do Brasil

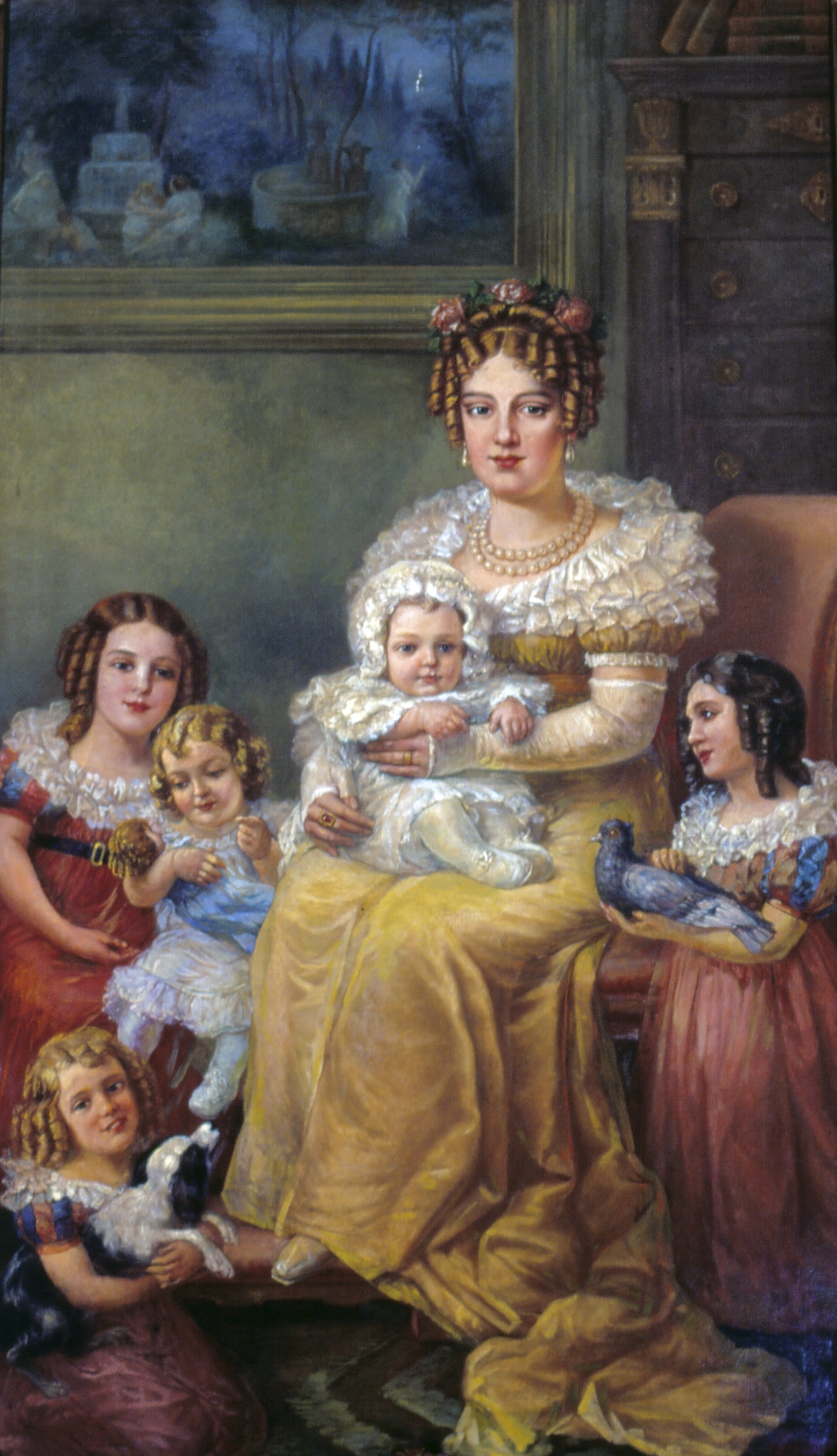
A primeira esposa de Pedro I, Maria Leopoldina, com seus cinco filhos sobrevivientes.

Os descendentes de Pedro I do Brasil são numerosos e alguns deles governaram os tronos do Brasil e de Portugal, sendo membros da Casa de Bragança, e igualmente dos monarcas da Romênia, da Saxônia, da Áustria, da Grécia, e da Iugoslávia, sendo eles de vários ramos descendentes. 
Ao total, Pedro I teve 8 filhos, 24 netos e 28 bisnetos legítimos. Diversos outros descedentes frutos de suas relações extraconjugais foram legitimados pelo próprio monarca ou durante o reinado de seu sucessor, Pedro II. 

## Visão geral
Pedro e Leopoldina tiveram 10 netas e 14 netos, dos quais 7 foram natimortos, e mais 1 morreu poucos dias após o nascimento.
Seu primeiro neto foi o futuro rei português Pedro V, filho da filha mais velha, D. Maria II, em 16 de setembro de 1837; o mais novo era o Infante Eugénio de Portugal, nascido e falecido em 15 de novembro de 1853, também filho de D. Maria II. O último neto de D. Pedro e D. Leopoldina a morrer (quase exactamente 91 anos depois do próprio D. Pedro) foi a Princesa Francisca, Duquesa de Chartres.

## Nascimento e ascendência
Pedro I nasceu em Lisboa em 1798 durante o reinado de sua avó materna, Maria I de Portugal, sendo filho de João, Príncipe do Brasil e Carlota Joaquina da Espanha. Seus avós paternos eram Maria I e Pedro III de Portugal, ambos da Casa de Bragança. Seus avós maternos eram Maria Luísa de Parma e Carlos IV de Espanha, o que torna Pedro I trineto de Luís XV de França e igualmente de Luís, Grande Delfim de França - que, por sua vez, era filho de Luís XIV de França.

## Casamentos
Pedro, então Príncipe Real e herdeiro ao trono português, casou-se pela primeira vez em 1817 com a Arquiduquesa Maria Leopoldina da Áustria. O casamento era resultado de uma ampla série de negociações entre o Reino de Portugal e o Império Austríaco, governado então pela poderosa Casa de Habsburgo, que visavam fortalecer os laços políticos entre as duas monarquias excetuando a forte influência dos britânicos nas questões estrangeiras atlânticas. O casamento de Pedro I e Maria Leopoldina, originou sete filhos dos quais 3 não sobreviveram à infância e dois sucederam ao pai como monarcas do Brasil e de Portugal, respectivamente. Através da descendência de sua filha, Maria da Glória, Pedro I é um ancestral do ramo português da Casa de Bragança e igualmente dos monarcas da Romênia, da Saxónia, da Áustria, da Grécia, e da Iugoslávia, Através da descendência de sua filha, Francisca de Bragança, Pedro I é um ancestral do ramo da Casa de Orléans que reclama o trono francês de Luís Filipe I.
Após a morte de sua esposa Maria Leopoldina em 1826, Pedro I contraiu novas núpcias somente em 1829 com a Princesa Amélia de Leuchtenberg, neta de Josefina de Beauharnais, Imperatriz da França. O arranjo político do matrimônio foi considerado complexo devido aos supostos entraves do Imperador Francisco I - pai de Maria Leopoldina - que desejava assegurar a ascensão de seus netos ao trono brasileiro e da imagem desgastada da corte brasileira na Europa. De seu casamento com Amélia, Pedro I foi pai somente de Maria Amélia de Bragança, que morreu solteira e sem descendência. 

## Descendentes

### Primeiro casamento
| Filho | Filho                                                               | Nascimento              | Morte                  | Casamento e descendência |
| ----- | ------------------------------------------------------------------- | ----------------------- | ---------------------- | --- |
|       | Princesa Maria da Glória, Princesa da Beira, mais tarde Maria II    | 4 de abril de 1819      | 15 de novembro de 1853 | Casou-se em 1 de dezembro de 1834 com o Príncipe Augusto, Duque de Leuchtenberg sem filhosCasou-se em 1 de janeiro de 1836 com o Príncipe Fernando de Saxe-Coburgo-Koháry mais tarde Fernando II 7 filhos |
|       | Infante Miguel                                                      | 26 de abril de 1820     | 26 de abril de 1820    | – |
|       | Príncipe João Carlos, Príncipe da Beira                             | 6 de março de 1821      | 4 de fevereiro de 1822 | – |
|       | Princesa Januária                                                   | 11 de março de 1822     | 13 de março de 1901    | Casou-se em 28 de abril de 1844 com o Príncipe Luís Carlos, Conde de Áquila 6 filhos |
|       | Princesa Paula Mariana                                              | 17 de fevereiro de 1823 | 16 de janeiro de 1833  | – |
|       | Princesa Francisca                                                  | 2 de agosto de 1824     | 27 de março de 1898    | Casou-se em 1 de maio de 1843 com o Príncipe Francisco, Príncipe de Joinville 3 filhos |
|       | Príncipe Pedro de Alcântara, Príncipe Imperial, mais tarde Pedro II | 2 de dezembro de 1825   | 5 de dezembro de 1891  | Casou-se em 30 de maio de 1843 com a Princesa Teresa Cristina das Duas Sicílias 4 filhos |

### Segundo casamento
| Filho | Filho                 | Nascimento            | Morte                  | Casamento e descendência |
| ----- | --------------------- | --------------------- | ---------------------- | ------------------------ |
|       | Princesa Maria Amélia | 1 de dezembro de 1831 | 4 de fevereiro de 1853 | –                        |

### Descendentes por Maria II de Portugal
| Filho | Filho                                                             | Nascimento              | Morte                  | Casamento e descendência                                                                        |
| ----- | ----------------------------------------------------------------- | ----------------------- | ---------------------- | ----------------------------------------------------------------------------------------------- |
|       | Príncipe Pedro de Alcântara, Duque de Bragança mais tarde Pedro V | 16 de setembro de 1837  | 11 de novembro de 1861 | Casou-se em 29 de abril de 1858 com a Princesa Estefânia de Hohenzollern-Sigmaringen sem filhos |
|       | Infante Luís, Duque do Porto mais tarde Luís I                    | 31 de outubro de 1838   | 19 de outubro de 1889  | Casou-se em 27 de setembro de 1862 com a Princesa Maria Pia de Saboia 2 filhos                  |
|       | Infanta Maria                                                     | 4 de outubro de 1840    | 4 de outubro de 1840   | [ 7 ]                                                                                           |
|       | Infante João, Duque de Beja                                       | 16 de março de 1842     | 27 de dezembro de 1861 | –                                                                                               |
|       | Infanta Maria Ana                                                 | 21 de agosto de 1843    | 5 de fevereiro de 1884 | Casou-se em 11 de maio de 1859 com o Príncipe Jorge da Saxônia mais tarde Jorge I 8 filhos      |
|       | Infanta Antónia                                                   | 17 de fevereiro de 1845 | 27 de dezembro de 1913 | Casou-se em 12 de setembro de 1861 com o Príncipe Leopoldo, Príncipe de Hohenzollern 3 filhos   |
|       | Infante Fernando                                                  | 23 de julho de 1846     | 6 de novembro de 1861  | –                                                                                               |
|       | Infante Augusto, Duque de Coimbra                                 | 4 de novembro de 1847   | 26 de setembro de 1889 | –                                                                                               |
|       | Infante Leopoldo                                                  | 7 de maio de 1849       | 7 de maio de 1849      | –                                                                                               |
|       | Infanta Maria da Glória                                           | 3 de fevereiro de 1851  | 3 de fevereiro de 1851 | –                                                                                               |
|       | Infante Eugénio                                                   | 15 de novembro de 1853  | 15 de novembro de 1853 | –                                                                                               |

- Maria II (1819-1853) e Fernando II (1816-1885)
  -  Pedro V de Portugal (1837-1861)
  -  Luís I de Portugal (1838-1889)
    -  Carlos I de Portugal (1863-1908)
      - Luís Filipe, Príncipe Real (1887-1908)
      -  Manuel II de Portugal (1889-1932)

    - Afonso, Duque do Porto (1865-1920)

  - João, Duque de Beja (1842-1861)
  - Maria Ana, Princesa Herdeira da Saxônia (1843-1884)
    - Matilde da Saxônia (1863-1933)
    -  Frederico Augusto III da Saxônia (1865-1932)
      - Jorge, Príncipe Herdeiro da Saxônia (1893-1943)
      - Frederico, Marquês de Meissen (1893-1968)
      - Ana da Saxônia (1903-1976)

    - Maria Josefa da Saxônia (1867-1944)
      -  Carlos I da Áustria (1887-1922)
      - Maximiliano da Áustria (1895-1952)

    - João Jorge da Saxônia (1869-1938)
    - Maximiliano da Saxônia (1870-1951)
    - Alberto Carlos da Saxônia (1875-1900)

  - Antónia, Princesa de Hohenzollern-Sigmaringen (1845-1913)
    - Guilherme, Príncipe de Hohenzollern (1864–1927)
    -  Fernando I da Romênia (1865–1927)
      -  Carlos II da Romênia (1893-1953)
      - Isabel da Romênia (1894-1956)
      - Maria da Romênia (1900–1961)

    - Carlos António de Hohenzollern (1868–1919)

  - Fernando de Portugal (1846-1861)
  - Augusto, Duque de Coimbra (1847-1889)

### Descendentes por Princesa Januária
| Filho | Filho                                  | Nascimento             | Morte                   | Casamento e descendência                                               |
| ----- | -------------------------------------- | ---------------------- | ----------------------- | ---------------------------------------------------------------------- |
|       | Príncipe Luís, Conde de Roccaguglielma | 18 de julho de 1845    | 27 de novembro de 1909  | Casou-se em 22 de março de 1869 com Maria Amelia Bellow-Hamel 2 filhos |
|       | Princesa Maria Isabel                  | 22 de julho de 1846    | 14 de fevereiro de 1859 | –                                                                      |
|       | Príncipe Filipe, Conde de Espina       | 12 de agosto de 1847   | 9 de julho de 1922      | Casou-se em 23 de setembro de 1882 com Flora Böonen sem filhos         |
|       | Princesa Germana                       | 11 de setembro de 1848 | 11 de setembro de 1848  | –                                                                      |
|       | Príncipe Carlos                        | 11 de setembro de 1848 | 11 de setembro de 1848  | [ 8 ]                                                                  |
|       | Príncipe Emmanuel                      | 24 de janeiro de 1851  | 26 de janeiro de 1851   | –                                                                      |

- Princesa Januária (1822-1901) e Príncipe Luís Carlos, Conde de Áquila (1824-1897)
  - Luís Maria Fernando, Conde de Roccaguglielma (1845-1909)
    - Maria Januária de Bourbon (1870-1941)
    - Luís Afonso, Conde de Roccaguglielma (1873-1940)

  - Maria Isabel das Duas Sicílias (1846-1859)
  - Filipe, Conde de Espina (1847-1922)
  - Germana Maria Teresa das Duas Sicílias (1848-1848)
  - Carlos Luís Maria das Duas Sicílias (1848-1848)
  - Emmanuel das Duas Sicílias (1851-1851)

### Descendentes por Princesa Francisca
| Filho | Filho                               | Nascimento            | Morte                 | Casamento e descendência                                                           |
| ----- | ----------------------------------- | --------------------- | --------------------- | ---------------------------------------------------------------------------------- |
|       | Princesa Francisca                  | 14 de agosto de 1844  | 28 de outubro de 1925 | Casou-se em 11 de junho de 1863 com o Príncipe Roberto, Duque de Chartres 5 filhos |
|       | Príncipe Pedro, Duque de Penthièvre | 4 de novembro de 1845 | 17 de julho de 1919   | –                                                                                  |
|       | Princesa Maria Leopoldina           | 30 de outubro de 1849 | 30 de outubro de 1849 | –                                                                                  |

- Francisca, Princesa de Joinville (1824-1898) e Francisco, Príncipe de Joinville (1818-1900)
  - Francisca de Orléans (1844-1925) 
    - Maria Amélia de Orléans (1865-1909)
      - Aage da Dinamarca (1887-1940)
      - Axel da Dinamarca (1888-1964)
      - Érico da Dinamarca (1890-1950)
      - Vigo da Dinamarca (1893-1970)
      - Margarida da Dinamarca (1895-1992)

    - Henrique de Orléans (1867-1901)
    - Margarida de Orléans (1869-1940)
      - Marie Élisabeth de Mac Mahon (1899-1951)
      - Amélie Françoise de Mac Mahon (1900-1987)
      - Maurice de Mac Mahon, 3.º Duque de Magenta

    - João, Duque de Guise (1874-1940)
      - Isabel de Orléans (1900–1983)
      - Francisca de Orléans (1902-1953)
      - Ana de Orléans (1906-1986)
      - Henrique, Conde de Paris (1908-1999)

  - Pedro, Duque de Penthièvre (1845-1919)
  - Leopoldina de Orléans (1849)

### Descendentes por Pedro II do Brasil

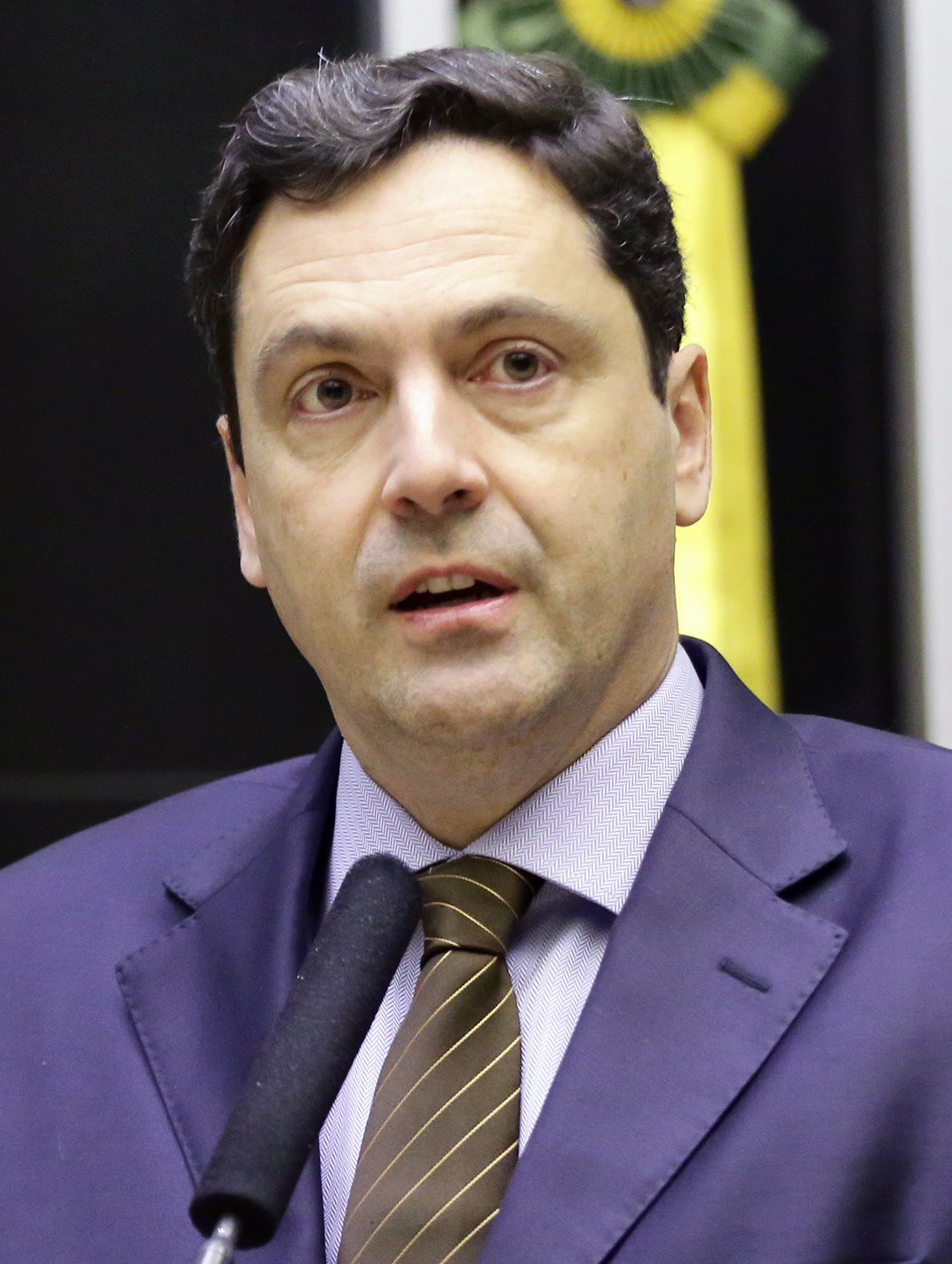
Luiz Philippe de Orléans e Bragança, o primeiro membro da Casa Imperial a ocupar um cargo político desde a Proclamação da República.

| Filho | Filho                                    | Nascimento              | Morte                  | Casamento e descendência                                                               |
| ----- | ---------------------------------------- | ----------------------- | ---------------------- | -------------------------------------------------------------------------------------- |
|       | Príncipe Afonso, Príncipe Imperial       | 23 de fevereiro de 1845 | 11 de junho de 1847    | –                                                                                      |
|       | Princesa Isabel, Princesa Imperial       | 29 de julho de 1846     | 14 de novembro de 1921 | Casou-se em 15 de outubro de 1864 com o Príncipe Gastão, Conde d'Eu 4 filhos           |
|       | Princesa Leopoldina                      | 13 de julho de 1847     | 7 de fevereiro de 1871 | Casou-se em 15 de dezembro de 1864 com o Príncipe Luís Augusto, Duque de Saxe 4 filhos |
|       | Príncipe Pedro Afonso, Príncipe Imperial | 19 de julho de 1848     | 9 de janeiro de 1850   | –                                                                                      |

- Pedro II do Brasil (1825-1891) e Teresa Cristina das Duas Sicílias (1822-1889)
  - Afonso, Príncipe Imperial (1845-1847)
  - Isabel, Princesa Imperial (1846-1921)
    - Pedro, Príncipe do Grão-Pará (1875-1940)
      - Isabel de Orléans e Bragança (1911-2003)
      - Pedro Gastão, Príncipe de Orléans e Bragança (1913-2007)
      - Maria Francisca de Orléans e Bragança (1914-1968)
      - João Maria de Orléans e Bragança (1916-2005)
      - Teresa de Orléans e Bragança (1919-2011)

    - Luís Maria Filipe, Príncipe Imperial (1878-1920)
      - Pedro Henrique do Brasil (1909-1981)
        - Luiz Gastão do Brasil (1938-2022)
        - Eudes do Brasil (1939-2020)
          - Luiz Philippe de Orléans e Bragança (1969-)

        - Bertrand do Brasil (1941-)
        - Isabel Maria do Brasil (1944-2017)
        - Pedro de Alcântara Henrique do Brasil (1945-)
        - Maria Carolina do Brasil (1946)
        - Fernando Diniz do Brasil (1948-)
        - Antônio João, Príncipe Imperial (1950-)

      - Luís Gastão, Príncipe Imperial (1911-1931)
      - Pia Maria do Brasil (1913-2000)

    - Antônio Gastão do Brasil (1881-1918)

  - Leopoldina do Brasil (1847-1871)
    - Pedro Augusto do Brasil (1866-1934)
    - Augusto Leopoldo do Brasil (1867-1922)
      - Rainer de Saxe-Coburgo e Bragança (1900-1945)
      - Filipe de Saxe-Coburgo e Bragança (1901-1985)
      - Teresa Cristina de Saxe-Coburgo e Bragança (1902-1990)

    - José Fernando de Saxe-Coburgo-Gota (1869-1888)
    - Luís Gastão de Saxe-Coburgo-Gota (1870-1942)

  - Pedro Afonso, Príncipe Imperial (1848-1850)